# Протасов, Михаил Алексеевич
Михаи́л Алексе́евич Прота́сов (30 декабря 1914, Рязань — дата смерти неизвестна) — советский лыжник, выступавший на всесоюзном уровне в конце 1930-х — начале 1950-х годов. На соревнованиях представлял Челябинск, Свердловск и Москву, член добровольного спортивного общества «Спартак», семикратный чемпион СССР, заслуженный мастер спорта СССР (1948) по лыжным гонкам.

## Биография
Родился 30 декабря 1914 года в Рязани. В 1936 году был призван в ряды РККА, проходил службу в Челябинском гарнизоне и после окончания срока службы остался жить в Челябинске.
В Челябинске активно занимался лыжными гонками и уже в 1939 году дебютировал на всесоюзном уровне — на чемпионате СССР в Свердловске финишировал четвёртым в гонке на 50 км и шестым в гонке на 30 км, выполнил тем самым норматив мастера спорта.
По прошествии некоторого времени переехал на постоянное жительство в Свердловск и присоединился к команде Дома Красной Армии. Первого серьёзного успеха на всесоюзном уровне добился в сезоне 1943 года, когда вошёл в основной состав свердловской сборной и выступил на домашнем чемпионате СССР, где одержал победу в беге патрулей на 20 км и получил бронзу в индивидуальной гонке на 30 км. На следующем всесоюзном первенстве выиграл бронзовую медаль в программе эстафеты 4 × 10 км.
После окончания Великой Отечественной войны перешёл в добровольное спортивное общество «Спартак» и на соревнованиях начал представлять Москву. На чемпионате СССР 1947 года в гонке на 50 км завоевал награду серебряного достоинства. Год спустя в той же дисциплине обогнал всех своих соперников и стал двукратным чемпионом страны. Принял участие в Холменколленских играх в Норвегии, где финишировал четвёртым в гонке на 50 км. За выдающиеся спортивные достижения по итогам сезона удостоен почётного звания «Заслуженный мастер спорта СССР» по лыжным гонкам.
Впоследствии ещё в течение нескольких лет оставался действующим спортсменом и продолжал принимать участие в крупнейших соревнованиях всесоюзного значения. Так, на чемпионате СССР 1949 года в составе сборной Москвы был лучшим в программе эстафеты 4 × 10 км. Ещё через год на всесоюзном первенстве в Златоусте представлял Вооружённые Силы и вновь одержал победу в эстафете. В 1951 и 1952 годах неизменно защищал чемпионское звание в этой дисциплине. Последний раз показал сколько-нибудь значимый результат на всесоюзной арене в сезоне 1953 года, когда на очередном чемпионате страны в Свердловске стал победителем в индивидуальной гонке на 30 км.
Ежегодно в городе Торопце Тверской области проводятся межрегиональные юношеские соревнования на «Приз памяти М. А. Протасова».